# Ishikawa Toyomasa

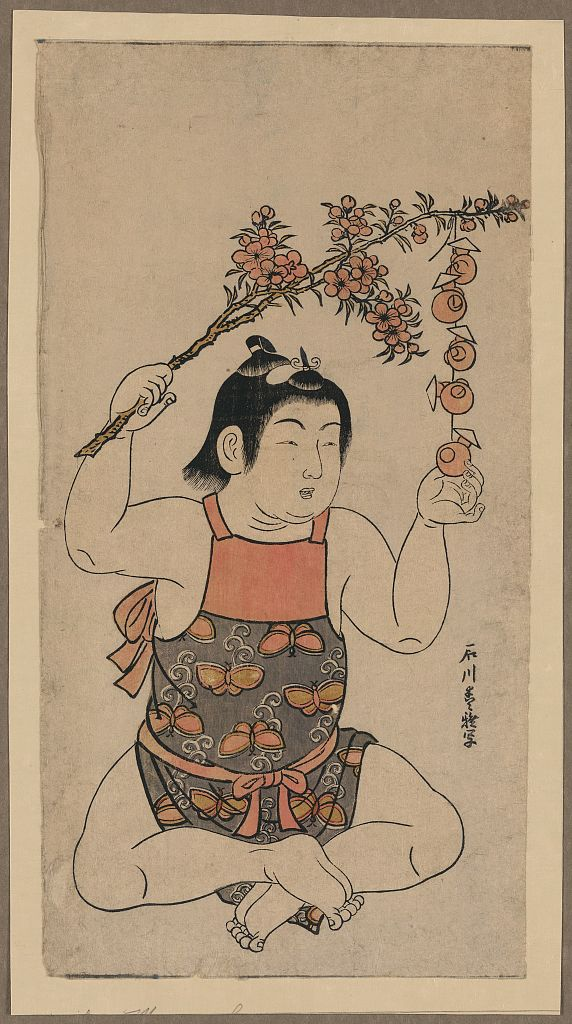
Fanciullo con le pesche.

Ishikawa Toyomasa (石川豊雅?; fl. XVIII secolo) è stato un pittore e incisore giapponese, rappresentante del genere ukiyo-e.

## Biografia
Fu il migliore allievo di Ishikawa Toyonobu ma oltre questo si ignorano completamente i dati anagrafici e dettagli biografici. Fu attivo almeno dal 1767  al 1780 e di lui si conservano delle pregevoli Nishiki-e. Lo studioso Teruji Yoshida afferma che Toyomasa si potrebbe identificare con il figlio di Toyonobu Ishikawa Masamochi, uno degli scrittori più apprezzati del periodo Edo della fine del XVIII secolo, e che per l'appunto Ishikawa Toyomasa fosse solo il suo nome giovanile.